# Santa Marta de Portuzelo
Santa Marta de Portuzelo é uma povoação portuguesa sede da Freguesia de Santa Marta de Portuzelo do Município de Viana do Castelo, freguesia com 6,72 km² de área e 3901 habitantes (censo de 2021), tendo, por isso, uma densidade populacional de 580,5 hab./km².
Até 22 de agosto de 2003 era apenas conhecida oficialmente como Portuzelo, altura em que, face a uma petição de um deputado conterrâneo retomou o nome de outrora: Santa Marta de Portuzelo.
Como valores patrimoniais e aspetos turísticos a Igreja paroquial, o Pelourinho,o Cruzeiro de Santa Marta, o Castelo de Portuzelo e a praia fluvial.
As tradições festivas são: Senhor dos Passos, Romaria de Santa Marta (2.º Domingo de Agosto), Festa de Santa Tecla ( Lugar de Samonde, primeiro domingo de Junho), Festa de Santo António (Lugar da Romé, 14 de Junho), Festa de S. José ( Março), Festa de Nossa Senhora da Silva (Lugar de Portuzelo. no segundo fim de semana de Julho).
Os principais sectores laborais de Sta. Marta de Portuzelo são a Agricultura, a Indústria Textil e o Comércio.
O património cultural e edificado, desde o Cruzeiro setecentista, passando pelas diversas Capelas, Igreja Paroquial, Castelo de Portuzelo, até aos valores paisagísticos das margens do rio Lima, Praia da Preguiça, Monte do Alto da Cruz, permitem potenciar uma zona que é bonita por natureza e que se advinha mais notável em virtude da centralidade e do desenvolvimento que nos últimos anos a tornaram com mais qualidade, nos serviços, nas estruturas que servem a população (Escolas, Centro de Formação Profissional, Centro de Saúde, Infantário, Centro de Dia), na construção habitacional, que se quer cada vez mais “coroa da habitação”, na cultura, no lazer e no desporto que nos últimos tempos, tiveram um incremento muito significativo.

## Demografia
A população registada nos censos foi:
| Distribuição da População por Grupos Etários | Distribuição da População por Grupos Etários | Distribuição da População por Grupos Etários | Distribuição da População por Grupos Etários | Distribuição da População por Grupos Etários |
| -------------------------------------------- | -------------------------------------------- | -------------------------------------------- | -------------------------------------------- | -------------------------------------------- |
| Ano                                          | 0-14 Anos                                    | 15-24 Anos                                   | 25-64 Anos                                   | > 65 Anos                                    |
| 2001                                         | 605                                          | 534                                          | 2040                                         | 633                                          |
| 2011                                         | 533                                          | 423                                          | 2123                                         | 726                                          |
| 2021                                         | 510                                          | 397                                          | 2083                                         | 911                                          |

## Património
- Cruzeiro de Santa Marta (cruzeiro de granito frente à estrada nacional)
- Castelo de Portuzelo

## Educação
Nesta freguesia existe o Agrupamento de Escolas Pintor José de Brito constituido por:5 escolas de primeiro ciclo e pela escola EB 2,3/S Pintor José de Brito. Sendo a escola Pintor José de Brito a sede do agrupamento.Além deste agrupamento possuiu também o Centro de Formação Profissional de Viana do Castelo, dois infantários e um centro de dia.

## Cultura
A nível de cultura possui a Associação Cultural e Desportiva de Santa Marta de Portuzelo que propociona várias actividades. Desde futebol de veteranos, Karaté, ginástica, ballet, danças de salão...

### Grupo Folclórico de Santa Marta de Portuzelo
A Freguesia de Santa Marta de Portuzelo é conhecida pelo trabalho do Grupo Folclórico de Santa Marta de Portuzelo, grupo, este, que tem vindo a divulgar por todo país e mundo a Cultura e Tradições de Santa Marta de Portuzelo. Pela mão do Dr. Eduardo Sousa Gomes, primeiro e do Sr. Abílio Costa, depois, este Grupo vem granjeando grande prestígio. Fez a sua primeira atuação em público em Guimarães, durante o terceiro centenário da Restauração da Independência de Portugal. Desde então, tem sido solicitado para participar em diversos festivais e romarias, quer em Portugal, quer no estrangeiro.
Este foi o primeiro Grupo Folclórico a estar presente no estrangeiro, a maior parte das vezes em representação oficial. Fez diversas digressões a Espanha, França, Alemanha, Inglaterra, Holanda, Bélgica, Itália, Senegal, Finlândia, Brasil, Suécia, Dinamarca, Canadá e Estados Unidos da América. É considerado Instituição de Utilidade Pública e está filiado no Inatel (CCD nº 3275). Foi membro fundador da Federação do Folclore Português e da Associação dos Grupos Folclóricos do Alto Minho.
O Grupo é normalmente constituído por 50 elementos: 30 mulheres e 20 homens. Os membros do grupo demonstram grande preocupação em recolher, preservar, e divulgar os usos e costumes dos seus antepassados.

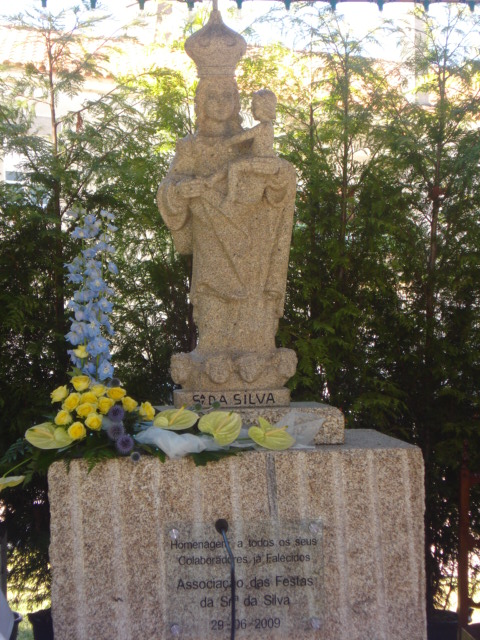
Senhora da Silva